# ホモフォビア

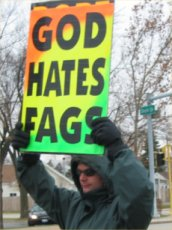
ウエストボロ・バプティスト教会の抗議者、「神はホモが嫌い」という意味のプラカードを掲げている

ホモフォビア（英語: homophobia）とは、同性愛、または同性愛者に対する差別、偏見、拒絶、恐怖感、嫌悪感、または宗教的教義などに基づいた否定的な価値観を持つこと。日本語では同性愛嫌悪や同性愛恐怖とも訳される。キリスト教やイスラム教などの同性愛嫌悪宗教が強い影響力を持つ国や共産主義国家では、同性愛は長い間、犯罪とされてきた。

## 語源
homophobiaは、元々は「人間に対する嫌悪や恐怖」（ラテン語で「人間」を意味するhomo＋ギリシア語で「恐怖」を意味する接尾辞-phobia）を意味する語であったが、現在ではこの意味で使用されることはほとんどない。
「同性愛者と同性愛に対する嫌悪や恐怖」という意味では、1969年のタイム誌において、心理学者のジョージ・ヴァインベルクが最初に使用した。現在の意味では、「ホモ」の部分はラテン語のhomo（人間）ではなく、ホモセクシャルのhomo-（ギリシア語で「同じ」の意）である。

## 国際反ホモフォビアの日
1990年5月17日、WHOが同性愛を国際疾病分類（ICD-10）から削除することを決議したことから、5月17日は国際反ホモフォビアの日（International Day Against Homophobia、IDAHO）に定められた。
呼びかけ人はルイ＝ジョルジュ・タン（Louis-Georges Tin）であり、現在では世界の約50カ国で実施されている。日本においては、2006年に世界の同性愛者を厳罰に処している国や同性愛嫌悪に対する抗議のための企画が実施された。主な活動としてレインボーバンドの販売や、同性愛が極刑となる国の大使館への要望書を提出した。
同性愛嫌悪や、それに基づく同性愛を刑事罰対象とするような差別を無くすため、世界各地でパレードが行われる。詳しくはプライド・パレードを参照のこと。

## 同性愛に対する刑罰
中国（中華人民共和国）では同性愛が刑事罰対象としての罪とはされなくなった後も同性愛を取り締まろうとする世論があるほど、同性愛嫌悪が根強い。中国では2001年まで同性愛は精神疾患として扱われ、1997年までは犯罪として取り締まりの対象として弾圧されていた。その間、中国当局は同性愛者の権利向上を求める同性愛者や活動家らを何人も逮捕して刑務所送りにしてきた。そのため、同性愛者が同性愛であることを当局に知られることの忌避など、不信感が根強い。
ガンビア・イスラム共和国では、第2代大統領であったヤヒヤ・ジャメが同性愛者に国外退去か死刑の処罰を与えたことや、国内で魔女狩りを行っていたことが報道された。
同性愛行為をする者に刑事罰を与えるなど、特に男性同士で性行為を行った場合に最長で終身刑となるタンザニアでは、2017年に同性愛者が一斉に逮捕されている。アフリカにある54カ国のうち、38カ国がタンザニアのように同性愛者を終身刑や死罪にするなど厳しく処罰している国である。
イランでは同性間の性交渉が発覚した場合は極刑になり、サウジアラビアも同様に同性間での性交渉が発覚した場合は死刑、鞭打ちなどが処罰として下されるような宗教的同性愛嫌悪国家である。
北朝鮮やマレーシアも、同性愛を違法として処罰している国家である。
2020年現在、以下の国で同性愛が極刑となる可能性がある。
- 中東
  - イラン
  - サウジアラビア
  - アラブ首長国連邦
  - イエメン
- アジア
  - アフガニスタン
  - パキスタン
  - ブルネイ
- アフリカ
  - ナイジェリア
  - モーリタニア
  - スーダン
  - ソマリア